# Rotterdam Open 2020 - Qualificazioni singolare
Le qualificazioni del singolare del Rotterdam Open 2020 sono state un torneo di tennis preliminare per accedere alla fase finale della manifestazione. I vincitori dell'ultimo turno sono entrati di diritto nel tabellone principale. In caso di ritiro di uno o più giocatori aventi diritto a questi sono subentrati i lucky loser, ossia i giocatori che hanno perso nell'ultimo turno ma che avevano una classifica più alta rispetto agli altri partecipanti che avevano comunque perso nel turno finale.

## Teste di serie
1. Márton Fucsovics (qualificato)
2. Michail Kukuškin (qualificato)
3. Philipp Kohlschreiber (qualificato)
4. Grégoire Barrère (qualificato)

1. Dennis Novak (primo turno)
2. Alexei Popyrin (ultimo turno)
3. Emil Ruusuvuori (ultimo turno)
4. Yannick Maden (ultimo turno)

## Qualificati
1. Márton Fucsovics
2. Michail Kukuškin

1. Philipp Kohlschreiber
2. Grégoire Barrère

## Tabellone

### Legenda
| - Q = Qualificato - WC = Wild card - LL = Lucky loser | - ALT = Alternate - SE = Special Exempt - PR = Protected Ranking | - w/o = Walkover - r = Ritirato - d = Squalificato |

### Sezione 1
|  | Primo turno | Primo turno      | Primo turno      | Primo turno      | Primo turno      |  |  | Ultimo turno | Ultimo turno     | Ultimo turno     | Ultimo turno | Ultimo turno |  |
|  |             |                  |                  |                  |                  |  |  |              |                  |                  |              |              |  |
|  | 1           | Márton Fucsovics | Márton Fucsovics | Márton Fucsovics | Márton Fucsovics |  |  |              |                  |                  |              |              |  |
|  |             | bye              | bye              | bye              | bye              |  |  | 1            | Márton Fucsovics | Márton Fucsovics | 6            | 6            |  |
|  | WC          | Ryan Nijboer     | Ryan Nijboer     | 2                | 4                |  |  | 6            | Alexei Popyrin   | Alexei Popyrin   | 2            | 1            |  |
|  | 6           | Alexei Popyrin   | Alexei Popyrin   | 6                | 6                |  |  |              |                  |                  |              |              |  |

### Sezione 2
|  | Primo turno | Primo turno      | Primo turno      | Primo turno      | Primo turno      |  |  | Ultimo turno | Ultimo turno     | Ultimo turno     | Ultimo turno | Ultimo turno |  |
|  |             |                  |                  |                  |                  |  |  |              |                  |                  |              |              |  |
|  | 2           | Michail Kukuškin | Michail Kukuškin | Michail Kukuškin | Michail Kukuškin |  |  |              |                  |                  |              |              |  |
|  |             | bye              | bye              | bye              | bye              |  |  | 2            | Michail Kukuškin | Michail Kukuškin | 6            | 7            |  |
|  | Alt         | Miliaan Niesten  | 6                | 1                | 3                |  |  | 8            | Yannick Maden    | Yannick Maden    | 1            | 64           |  |
|  | 8           | Yannick Maden    | 0                | 6                | 6                |  |  |              |                  |                  |              |              |  |

### Sezione 3
|  | Primo turno | Primo turno           | Primo turno           | Primo turno | Primo turno |  |  | Ultimo turno | Ultimo turno          | Ultimo turno          | Ultimo turno | Ultimo turno |  |
|  |             |                       |                       |             |             |  |  |              |                       |                       |              |              |  |
|  | 3           | Philipp Kohlschreiber | Philipp Kohlschreiber | 7           | 7           |  |  |              |                       |                       |              |              |  |
|  | WC          | Jesper de Jong        | Jesper de Jong        | 5           | 64          |  |  | 3            | Philipp Kohlschreiber | Philipp Kohlschreiber | 6            | 6            |  |
|  |             | Serhij Stachovs'kyj   | Serhij Stachovs'kyj   | 7           | 6           |  |  |              | Serhij Stachovs'kyj   | Serhij Stachovs'kyj   | 2            | 2            |  |
|  | 5           | Dennis Novak          | Dennis Novak          | 65          | 2           |  |  |              |                       |                       |              |              |  |

### Sezione 4
|  | Primo turno | Primo turno             | Primo turno             | Primo turno | Primo turno |  |  | Ultimo turno | Ultimo turno     | Ultimo turno     | Ultimo turno | Ultimo turno |  |
|  |             |                         |                         |             |             |  |  |              |                  |                  |              |              |  |
|  | 4           | Grégoire Barrère        | Grégoire Barrère        | 6           | 7           |  |  |              |                  |                  |              |              |  |
|  | WC          | Botic van de Zandschulp | Botic van de Zandschulp | 4           | 65          |  |  | 4            | Grégoire Barrère | Grégoire Barrère | 7            | 7            |  |
|  |             | Steven Diez             | 6                       | 3           | 5           |  |  | 7            | Emil Ruusuvuori  | Emil Ruusuvuori  | 5            | 5            |  |
|  | 7           | Emil Ruusuvuori         | 4                       | 6           | 7           |  |  |              |                  |                  |              |              |  |